# 维尔茨堡大学
维尔茨堡大学（德語：Julius-Maximilians-Universität Würzburg），即尤利乌斯-马克西米利安-维尔茨堡大学，是位于德国南部维尔茨堡市的一所公立大学，成立于1402年12月10日，是当时德国继海德堡大学、科隆大学、埃尔福特大学之后建立的第4所大学，同时也是巴伐利亚州历史最悠久的大学。
维尔茨堡大学与享誉世界的海德堡大学、慕尼黑大学、柏林自由大学、哥廷根大学等15所最具影响力的德国高校，都是德国U15大学联盟的成员。另外，维尔茨堡大学与英国的愛丁堡大學、瑞士的日内瓦大学同属素有欧洲常春藤联盟之称的科英布拉集團的创始会员。
世界首位物理学诺贝尔奖得主伦琴在维尔茨堡大学的物理研究所发现了X射线。历史上一共有14名诺贝尔物理学、医学奖以及化学获奖者从维尔茨堡大学走向世界，截至2017年诺奖总数世界第30名。
17世纪时维尔茨堡的耶稣会修士纪利安完成了在维大的哲学、伦理学和宗教法的学习后来到中国。成为汤若望的继承者，时任清庭钦天监总管。
在2003至2011年的软科世界大学学术排名中，维尔茨堡大学连续九年位居第101-150名，德国第6-11名；在2012QS世界大学排名第292名；在2018自然指数排名第84名，德国第4名；在2019U.S. News世界大学排名第197名；在2020THE世界大学排名第163名。

## 历史沿革
维尔茨堡大学的全称——尤利乌斯-马克西米利安-维尔茨堡大学，是当今德国境内历史最悠久的四所大学之一，也是德国巴伐利亚州的第一所大学。
大学全称中的“尤利乌斯”是为了纪念重建大学的维尔茨堡采邑主教——尤利乌斯·艾希特·冯· 梅斯佩尔布伦（Julius Echter von Mespelbrunn），而“马克西米利安”则是直到维尔茨堡被巴伐利亚永久统治后才被加以冠名大学，以致敬在1806年成为巴伐利亚第一任国王的马克西米利安一世（Maximilian I. Joseph ）和其推行的世俗化改革。

### 创立和停办
1402年，维尔茨堡大学在罗马教皇博义九世的授权下得以建立。当时维尔茨堡市内的”Dechanteihof of Neumünster Church”教堂、“Zum großen Löwen”和“Zum Katzenwicker”这些设施都被用来作为大学创立之初的教学楼。
1410年，约翰·冯·埃格洛夫施泰因采邑主教授予大学特权（包括其自身的管辖权）。1413年，维大校长约翰·赞特福特（Johann Zantfurt）被他的助理刺杀。1415 由于缺乏资金，大学开始衰落。

### 重建

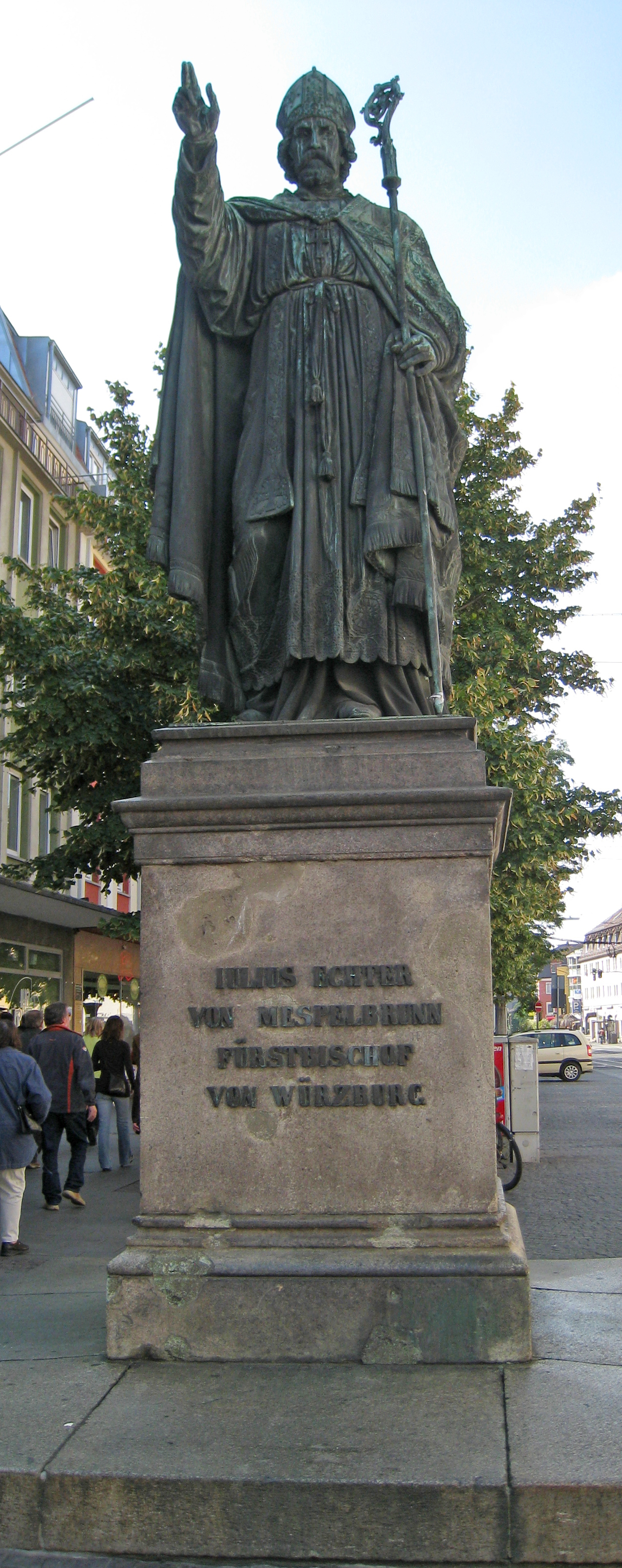
大学重建者Julius Echter von Mespelbrunn

1573年，尤利乌斯·艾希特·冯· 梅斯佩尔布伦（Julius Echter von Mespelbrunn）当选为维尔茨堡的采邑主教，并立即着手重建维尔茨堡大学的高等教育。1575年，神圣罗马帝国皇帝马克西米利安二世授予大学特权。1576 年教皇格列高利十三世重新授予大学教皇特权。1582年1月2日至4日，在尤利乌斯·艾希特·冯· 梅斯佩尔布伦采邑主教的主持下维尔茨堡大学隆重地重新开幕。大学特权的授予，神学、哲学、法律和医学学院院长的任命，都为“旧大学”和大学教堂的发展奠定了基础。
1591年，拥有神学院、法律学院、哲学院和祝圣过的大学教堂的维大老大学正式竣工，而维大医学院则设在尤里乌斯（Juliusspital）医院内。
1631 年瑞典人征服维尔茨堡，大学活动中断五年，图书馆收藏的部分珍贵资料被带到乌普萨拉。

### 扩建
虽然在1945年对维尔茨堡的轰炸中，这所大学几乎完全被摧毁，但该大学很快便从战争的阴霾中恢复过来。重建后，该大学于20世纪60年代主要在Hubland Campus校区进行扩建。
扩张一直持续到今天：2011 年，JMU 扩建至新落成的北校区Hubland Nord，该校区位于以前的Hubland Campus附近，占地 39 公顷。

### 现今的校区
经过几百年的发展，维尔茨堡大学的校区已经遍布整座城市，也逐渐形成了位于Grombühl的医学院校区、位于Dallenberg的植物系以及位于Hubland的Hubland Campus和Hubland Nord等多个校区。维大的历史悠久，因此许多大学建筑都属于历史遗迹。其中，被列入联合国教科文组织（UNESCO）世界遗产名录的维尔茨堡官邸的一部分仍被用作维尔茨堡大学的教学楼。
人文科学、法律和经济、生命科学、自然科学和技术是维尔茨堡大学最具优势的四大学科。维尔茨堡大学学术地位一直处于德国大学的首要位置，在生物、医学、物理学和心理学等学科领域保持着国际水准。该校杰出的学术地位还表现在德国研究基金会DFG赞助维尔茨堡大学的大量的合作研究中心、研究训练组和研究单位，而申请该基金会资金的竞争十分激烈。在近年德国精英大学的评选中，维尔茨堡大学生命科学研究院（Graduate School for Life Sciences）被选为精英项目，也是维尔茨堡大学唯一入选的项目。

## 专业设置

### 学位课程
经过几个世纪的发展，维尔茨堡大学除原先的医学、神学、哲学和法律等四大经典学科外，还增加了各类现代学科，比如纳米结构技术、功能材料技术、生物医学、中国经济与商业、空间战略，为学生提供广泛的学术课程。
JMU目前提供250多个专业课程。主要的学士和硕士专业，如下：
艺术教育，艺术史，航空和空间信息技术，生物化学，生物学，生物医学，工商管理，商业信息技术，商业数学，天主教神学，化学，古典研究，计算数学，计算机科学，文化景观，数字人文，教育，英美研究，欧洲民族学/民族研究，福音派神学，食品化学，功能材料，地理，德国研究，历史，计算系统中的人为因素，印度/南亚研究，生命科学，语言学，数学物理，数学，媒体传播，中国研究，中国经济与商业，博物馆学，音乐教育，音乐学，纳米结构技术，哲学，哲学与宗教，物理学，政治与社会研究，私法，心理学，公法，浪漫语言与文学，俄语语言文化，科学和技术，特殊需求教育和体育科学。

### 继续教育
除此之外，还有医学，欧洲法学等研究领域的实验课程和平行课程和研究生课程。该大学还提供一些进一步的教育课程，如心理治疗，采购与供应管理，以及工商管理硕士（MBA）。继续教育中心协调专业人士的兼职教育课程，这些专业课程还在不断发展中。

### 博士研究
作为促进年轻人才的重要元素，JMU在所有研究领域提供博士学位，甚至在跨学科领域，提供强化辅导和补充多学科课程。维尔茨堡大学还特地设立了研究生院以支持所有学科的博士生。

## 世界排名

### 软科
在2003-2011年软科世界大学学术排名中，维尔茨堡大学曾连续9年位列德国第6-11，世界第101-150名。
|          | 2003    | 2004&2005 | 2006&2007 | 2008&2009 | 2010    | 2011    | 2012-2018 |
| 世界排名 | 102-151 | 101-152   | 102-150   | 101-151   | 101-150 | 102-150 | 151-200   |

在2009-2015年间，维尔茨堡大学化学专业一直处于世界第30-37名，物理专业处于世界第101-105名。
| 世界排名 | 2009 | 2010 | 2011 | 2012    | 2013    | 2014    | 2015    |
| 物理     | /    | /    | /    | 101-150 | 101-150 | 101-150 | 101-150 |
| 化学     | 37   | 37   | 39   | 37      | 31      | 30      | 32      |

### THE
- 2020泰晤士高等教育世界大学排名德国第18，世界第163名

### QS
- 2012QS世界大学排名第292名
- 2014QS世界大学排名第325名
- 2021QS世界大学排名第437名

### U.S. News
2019U.S. News世界大学排名德国第15，世界第197名

### 自然指数
2018自然指数学术机构排名德国第4，世界第84名

## 科研成就
至今，一共有14名诺贝尔奖得主在维尔茨堡大学进行过科研和教学工作，其中包括德国著名物理学家威廉·康拉德·伦琴, 他因在维尔茨堡大学物理研究所发现了X射线，成为了全球第一位诺贝尔物理学奖得主。在维尔茨堡大学获得博士学位的物理学家克劳斯·冯·克利青，因为发现了量子霍尔效应在1985年也获得了诺贝尔物理学奖。
2008年, 著名医学家哈拉尔德·楚尔·豪森因其在1970年代证实病毒和癌症间的直接关连性而获得诺贝尔医学奖，而他正是从1969年开始在维尔茨堡大学开展相关研究工作的。

### 诺贝尔奖传统

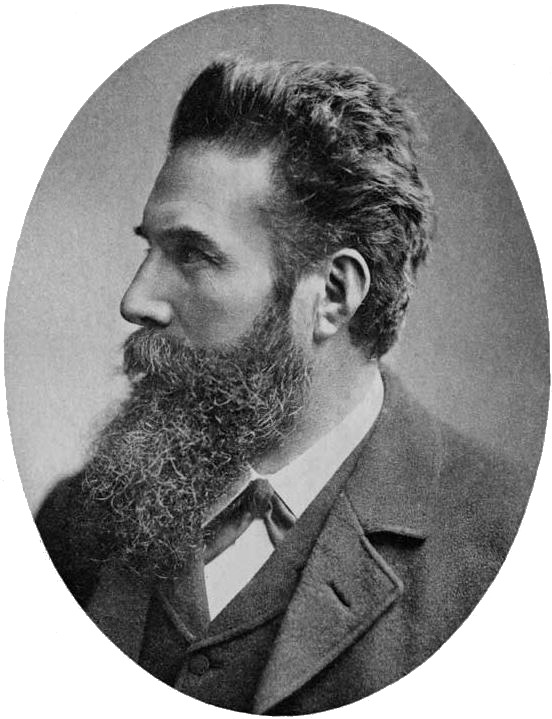
威廉·康拉德·伦琴

截至2008年，总共有14位诺贝尔奖获得者长期或者短期维尔茨堡大学学习、教书。
1. 1901年 威廉·康拉德·伦琴-诺贝尔物理学奖
2. 1902年 埃米尔·费舍尔-诺贝尔化学奖
3. 1907年 爱德华·布赫纳-诺贝尔化学奖
4. 1911年 威廉·维恩-诺贝尔物理学奖
5. 1919年 约翰内斯·斯塔克-诺贝尔物理学奖
6. 1935年 漢斯·斯佩曼-诺贝尔医学奖
7. 1985年 克劳斯·冯·克利青-诺贝尔物理学奖
8. 1988年 哈特穆特·米歇尔-诺贝尔化学奖
9. 2008年 哈拉尔德·楚尔·豪森-诺贝尔医学奖

以下诺贝尔奖获得者，曾在维尔茨堡大学进行过一段时间的工作和研究。
1. 1903年 斯万特·奥古斯特·阿伦尼乌斯-诺贝尔化学奖
2. 1909年 卡尔·布劳恩-诺贝尔物理学奖
3. 1920年 瓦爾特·能斯特-诺贝尔化学奖
4. 1930年 卡尔·兰德施泰纳-诺贝尔医学奖
5. 1914年 马克斯·冯·劳厄-诺贝尔物理学奖

### 莱布尼兹奖获得者[4]
1. 2017年: 约格·伯德（德语：Jörg Vogel）教授, 感染生物学
2. 2016年: 达格·尼科勞·哈塞（德语：Dag_Nikolaus_Hasse）教授, 哲学史
3. 2014年: 勞倫斯·莫蘭坎普（德语：Laurens_W._Molenkamp）教授, 物理学
4. 2009年: 霍尔格·布侖瑞克（德语：Holger_Braunschweig）教授, 化学
5. 2001年: 乌尔里希·康拉德（德语：Ulrich_Konrad）教授, 音乐学
6. 1999年: 馬丁·洛熱（德语：Martin Lohse）教授, 药理学
7. 1990年: 伯特·霍尔多布勒教授, 动物学
8. 1990年: 英格麗·格侖姆特（德语：Ingrid Grummt）教授, 生物化学
9. 1987年: 漢斯彼得·冊那（德语：Hans-Peter Zenner）教授, 五官科医学
10. 1986年: 奧托路德維希·朗厄（德语：Otto-ludwig Lange）教授, 生态学
11. 1986年: 乌尔里希·赫伯（德语：Ulrich Heber）教授，植物学/生理学

## 大学机构
超过 28000名学生, 其中包括2300名来自世界各地的年轻学子在10个学院注册。主要分布在人文、法律和经济学、生命科学、自然科学和技术四个领域。该大学及其附属医院总计提供约1万个职位，其中约3000个为学术職缺, 超过400名教授。

大学logo

### 学院
- 天主教神学院
- 法律学院
- 医药
- 文学院（艺术、历史、文学、文化和地理研究）
- 人文学院
- 生物学院
- 化学和药学院
- 数学与计算机科学学院
- 物理学和天文学院
- 经济和管理学院

### 中央科学单位
- 植物园
- 研究生院
- 马丁·冯·瓦格纳博物馆
- 矿物学博物馆
- 鲁道夫·菲尔绍中心
- 传染病研究中心
- 专业教育学院
- 媒体教学中心
- 全球精神咨询中心

### 服务中心
- 大学图书馆
- 信息技术中心
- 体育与体育中心
- 语言中心

## 国际化

### 与中国的渊源
早在17世纪，维尔茨堡大学便与中国建立了深刻的联系。耶稣会修士纪理安（Kilian Stumpf）完成了在维尔茨堡大学的哲学、伦理学和宗教法的学习后，就去到中国成为汤若望的继承者——时任清庭钦天监总管。

### 国际合作
历经几个世纪的发展，维大不断拓展和深化与世界各国的交流与合作，维大与剑桥大学（语言学专业）、北京大学、东京大学和德克萨斯大学奥斯汀分校等数百所世界顶尖大学都建立了伙伴关系并开展校际交换等学术交流活动。
- 科英布拉集团合作院校
- 欧洲Erasmus交换生计划

维尔茨堡大学与数百所欧洲知名大学建立合作关系，主要以大学、学院和系所为单位互派交换生。作为其国际关系的一部分, 维尔茨堡大学与大量国际大学保持着伙伴关系。其合作伙伴主要分布在欧洲、亚洲、北美洲、中美洲和南美洲。鼓励学生交流是维尔茨堡国际合作的重要部分。为此，维尔茨堡大学特地向合格的申请人颁发 "合作伙伴奖学金"。
- 亚洲的主要（校级）合作伙伴，如下：

阿塞拜疆: 巴库大学 (2010年)
中国: 浙江大学, 杭州 (1986)
中国: 北京大学 (2010)
香港: 岭南大学 (2014)
印度: 汉皮卡纳达大学 (2005年)
印度: 曼加洛尔大学 (2009年)
印度: 贾瓦哈拉尔·尼赫鲁大学 (2010年)
印度: 印度马德拉斯技术学院 (2013年) 
印度: 泰兹布尔大学 (2016年)
印度: 巴纳拉斯印度教大学 (2017年) 
伊朗: 谢里夫技术大学 (2014年)
伊朗: 德黑兰大学 (2014年)
以色列: 特拉维夫大学 (2004年)
以色列: 以色列理工学院-以色列理工学院 (2013年)
日本: 东京中央大学 (1987年)
日本: 大阪桑约大学 (1988)
日本: 京都立命馆大学 (2004年)
日本: 东京大学 (2010)
日本: 长崎大学 (2011)
韩国: 韩国外交大学 (1986年)
韩国: 首尔女子大学 (2013年)
韩国: 韩国天主教大学 (2015年)
沙特阿拉伯王国: 沙特国王大学 (2013年)
台湾: 国立台湾师范大学 (2014)
- 欧洲的主要（校级）合作伙伴，如下：

波斯尼亚和黑塞哥维那: 萨拉热窝大学 (2015年)
捷克共和国: 布拉格查尔斯大学 (1990年)
法国: 卡昂大学 (1977年)
格鲁吉亚: 伊利亚州立大学 (2017年) 
意大利: 乌尔比诺大学 (1982年)
意大利: 热那亚大学 (2015年)
葡萄牙: 里斯本大学 (1980年)
俄罗斯: 萨马拉国立研究大学 (2010年)
俄罗斯: 莫斯科国立罗蒙诺索夫大学 (2013年)
俄罗斯: 国立研究型大学高等经济学院 (2017)
俄罗斯: 圣彼得堡国立大学 (2017)
西班牙: 萨拉曼卡大学 (1981年)
西班牙: 萨拉曼卡宗座大学 (1988年)
瑞典: 乌梅奥大学 (1981年)
乌克兰: 乌克兰利沃夫天主教大学 (2014年)
乌克兰: 国立技术大学 "哈尔科夫理工学院" (2017)
乌克兰: 博戈莫莱国立医科大学 (2017年)
乌克兰: 奥德萨国立理工大学 (2017年)
乌克兰: 奥德萨国立医科大学 (2017年) 
乌克兰: 基辅塔拉斯·舍甫琴科国立大学 (2018年)
英国: 赫尔大学 (1979年)
- 美洲的主要（校级）合作伙伴，如下：

阿根廷: 玛丽亚国立大学 (2013年)
巴西: 圣路易斯联邦大学 (1981年)
巴西: 马林加大学 (2010年) 巴西: 圣卡洛斯联邦大学 (2015年)
巴西: 戈亚斯联邦大学 (2016年)
加拿大: 大不列颠哥伦比亚大学 (1997年) 
加拿大: 温哥华岛大学智利 (2010年)
萨尔瓦多: 萨尔瓦多大学 (2004年)
墨西哥: 圣路易斯波托西自治大学 (2013年)
美国: 纽约州立大学奥尔巴尼、布法罗和奥尼达 (1968)
美国: 德克萨斯大学奥斯汀分校 (1995)
美国: 东伊利诺伊大学查尔斯顿分校 (2011)
美国: 西自由大学 (2017)
注：以上所列名单只包括跟维尔茨堡大学保持校级伙伴关系并开展学生交流项目的部分院校。
维尔茨堡的语言学、数学、经济学等专业还与英国的剑桥大学、华威大学、约克大学、利物浦大学等名校保持着科系之间的交换生的传统。

## 校园风光纵览

大学logo
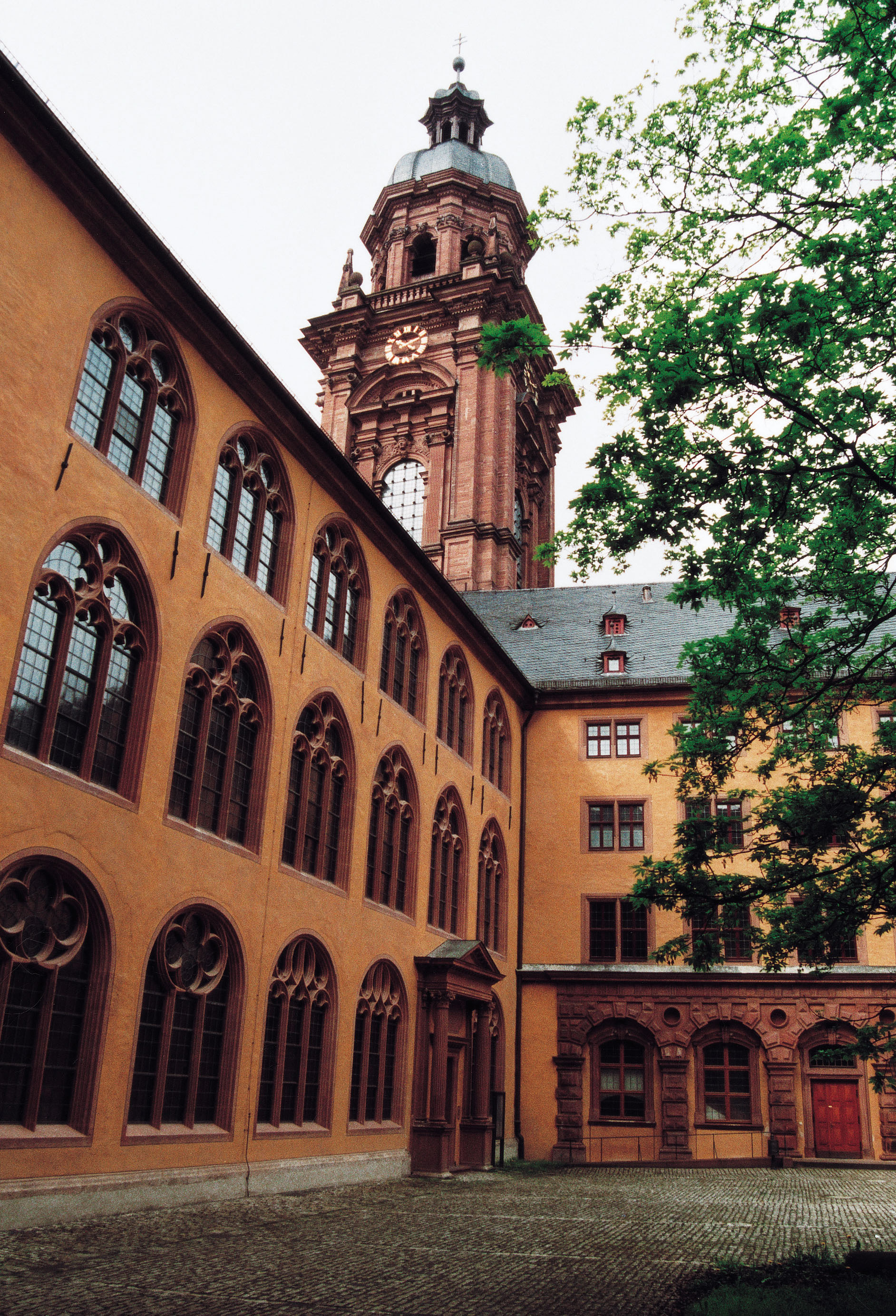
老大学
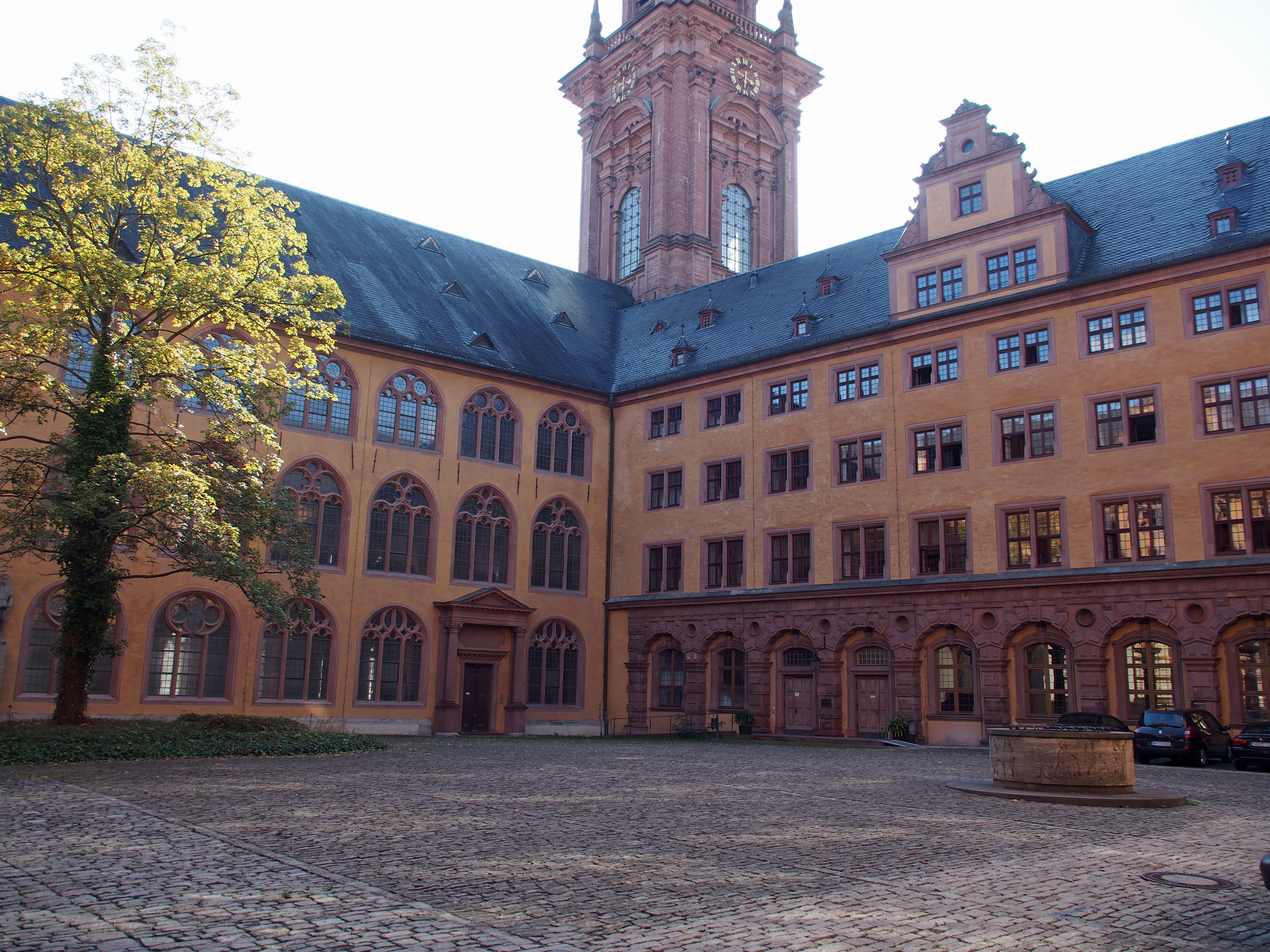
维尔茨堡大学-老大学
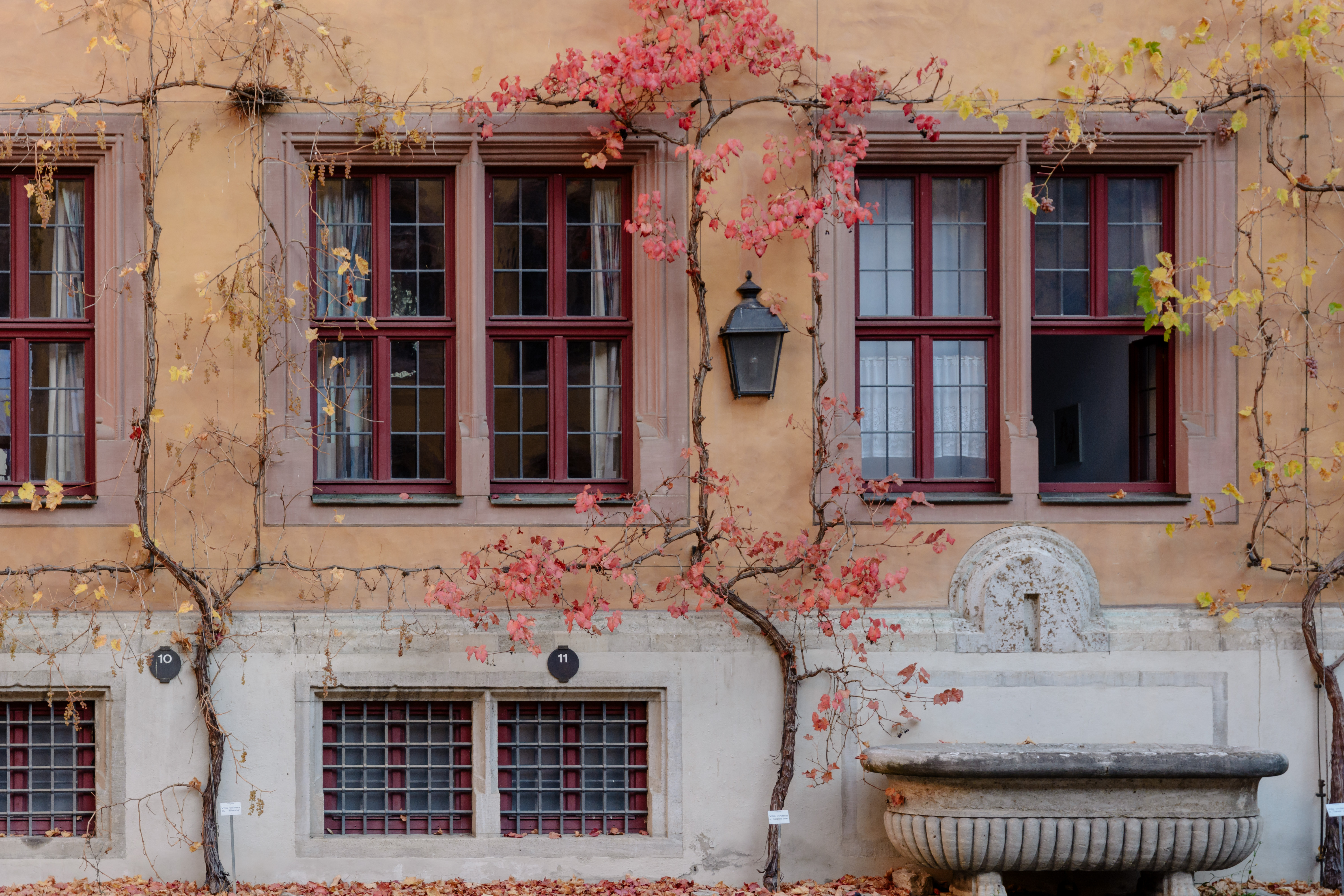
老大学外墙
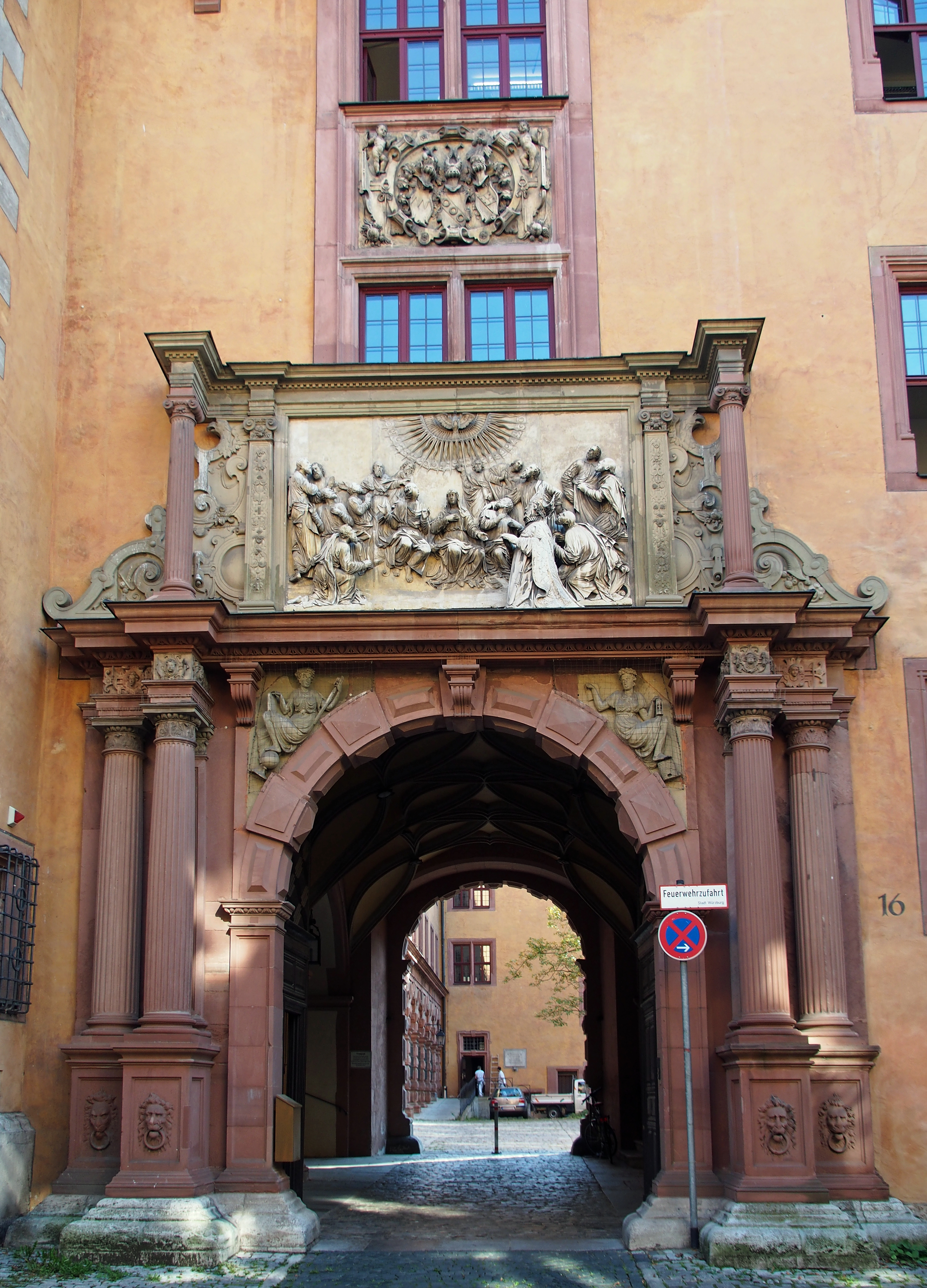
老大学
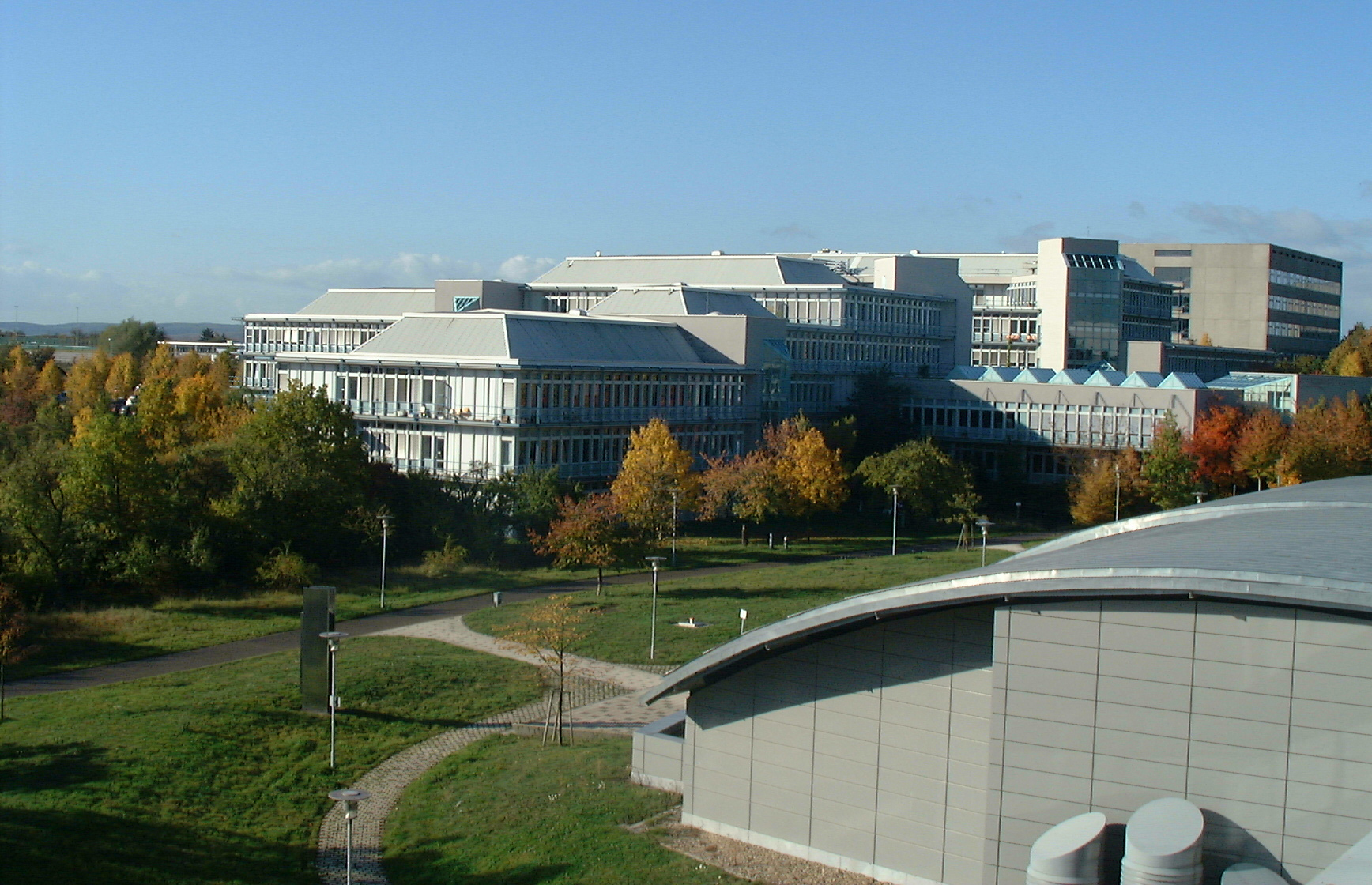
生物医学中心
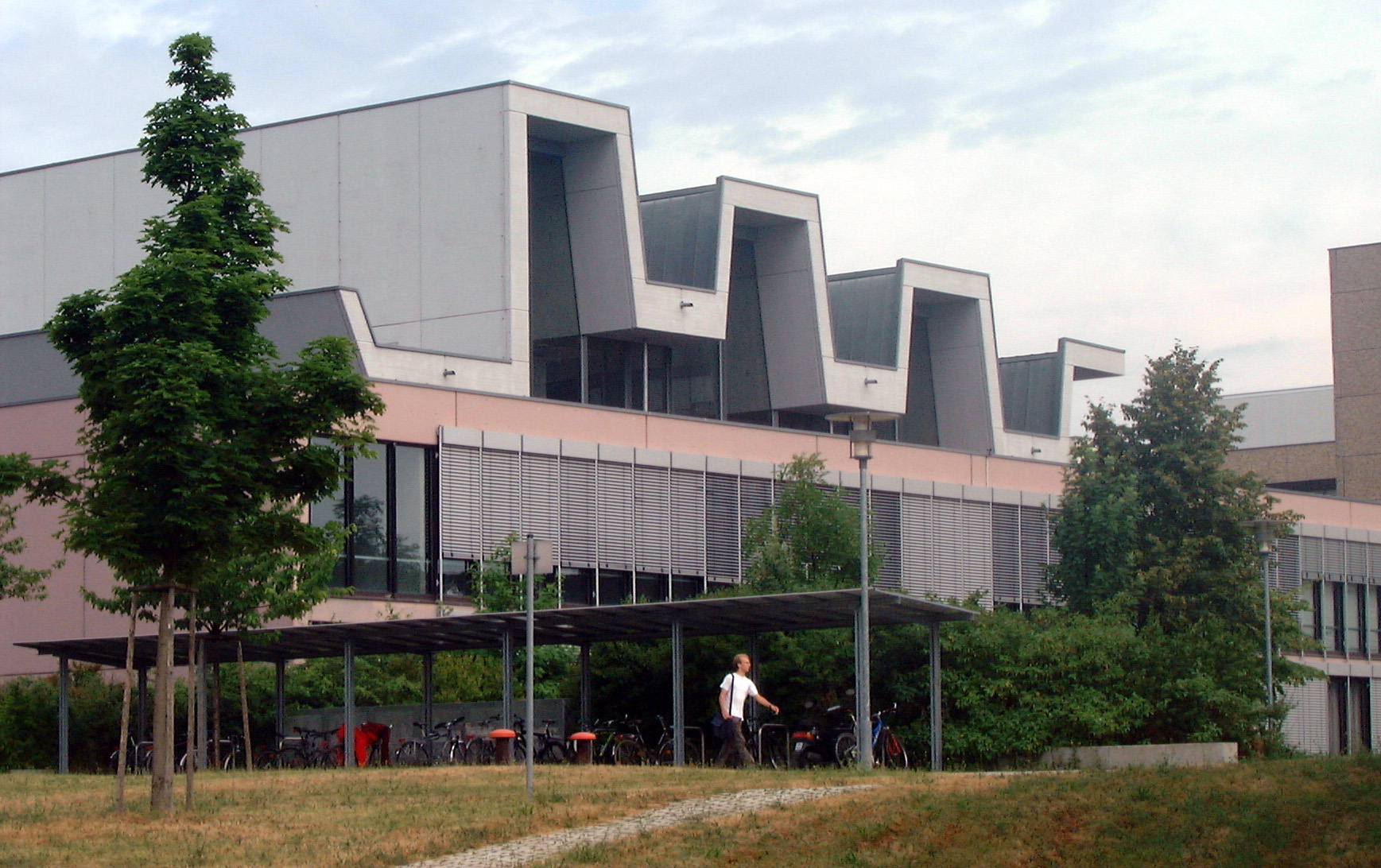
自然科学大楼
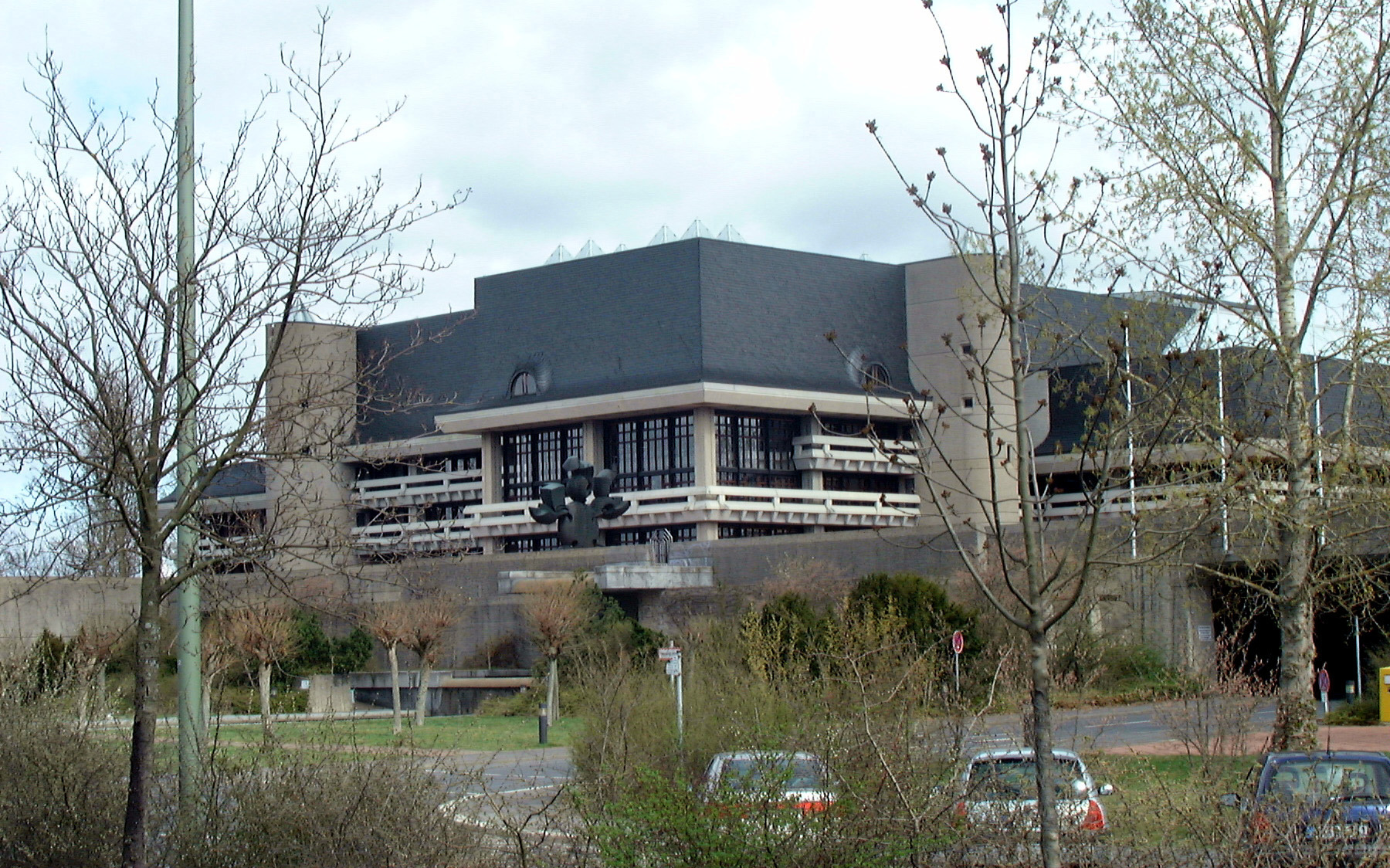
中央图书馆
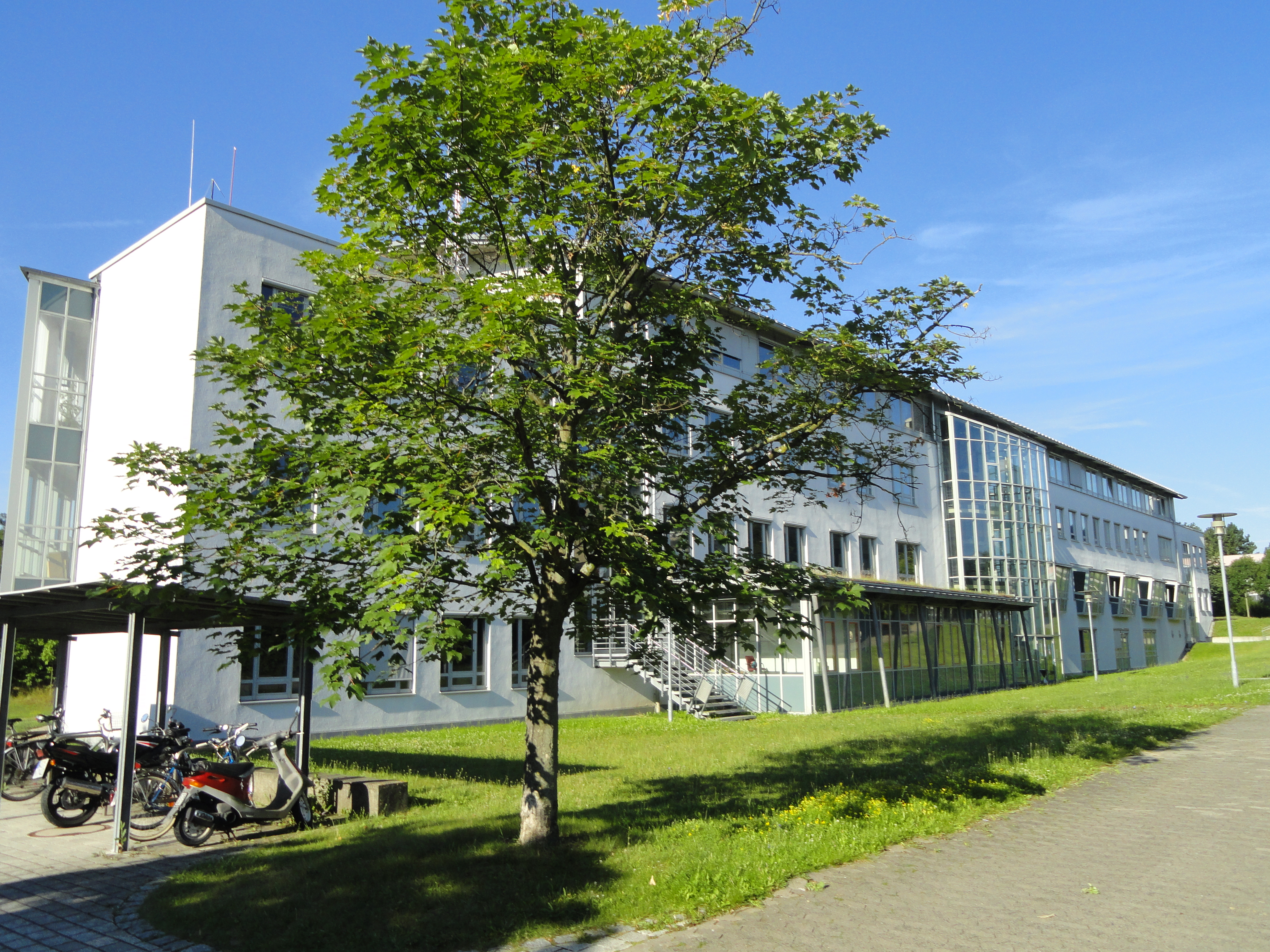
计算机科学楼
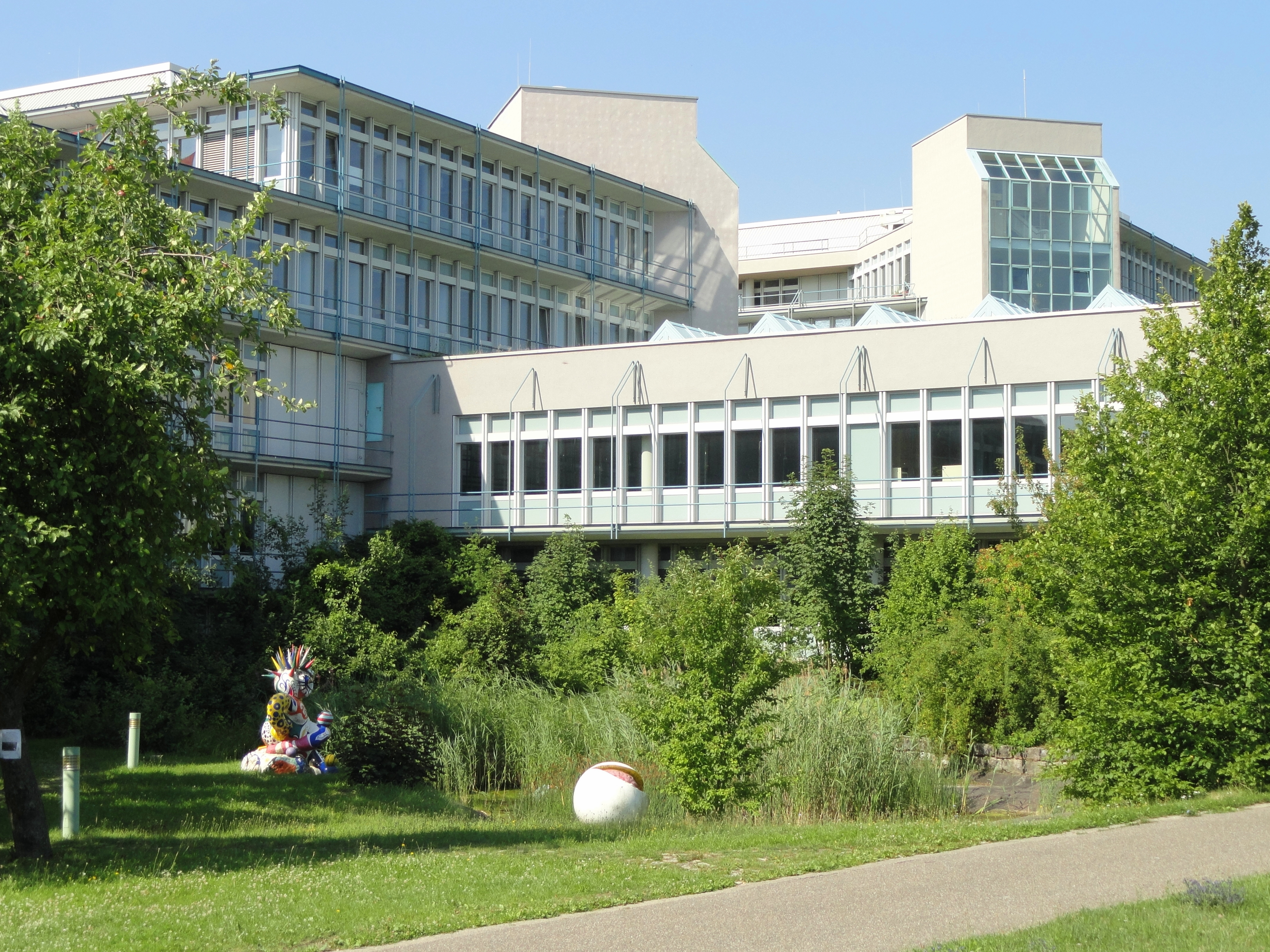
生物研究中心
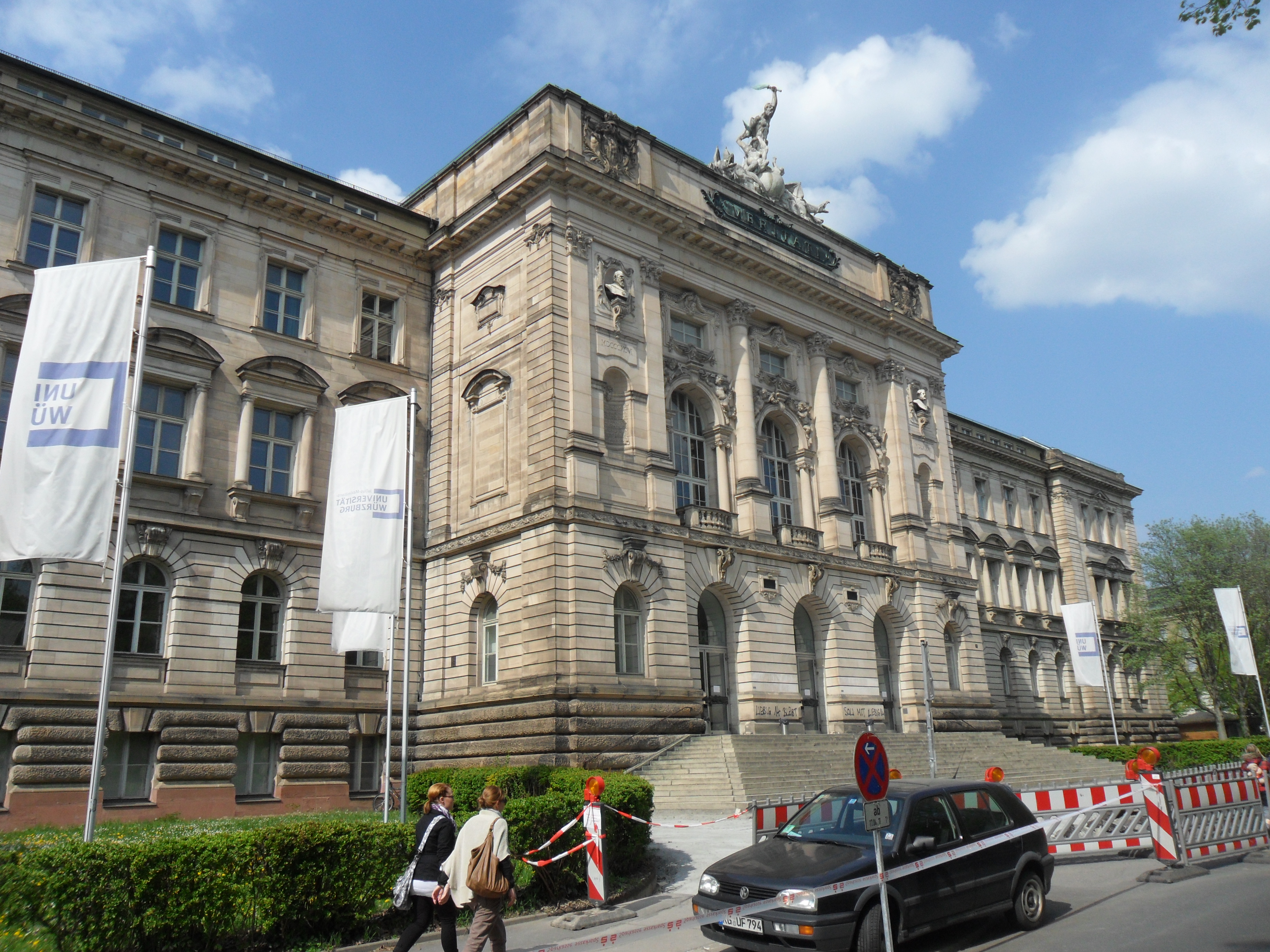
维尔茨堡大学经济学院
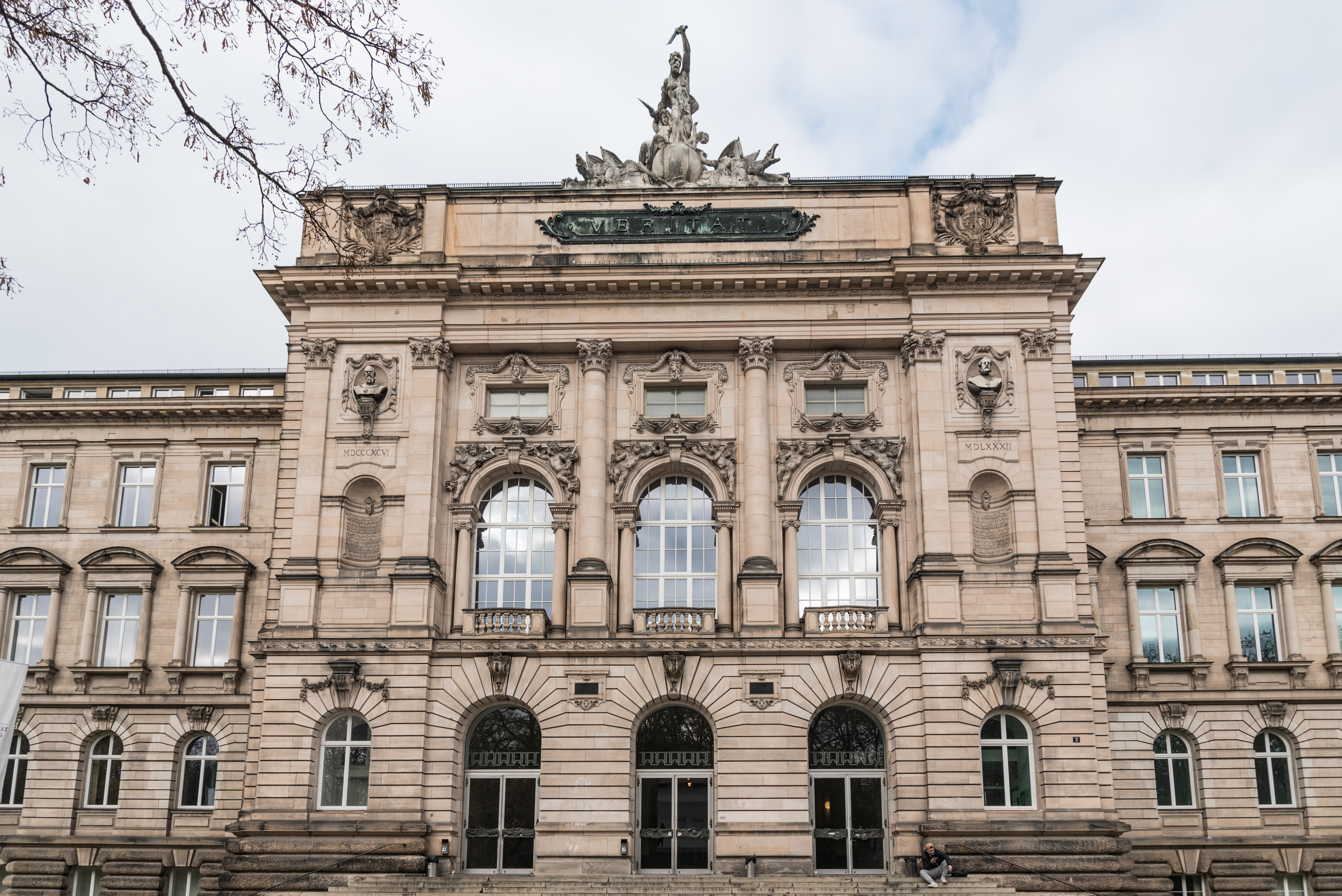
经济学院大楼正门
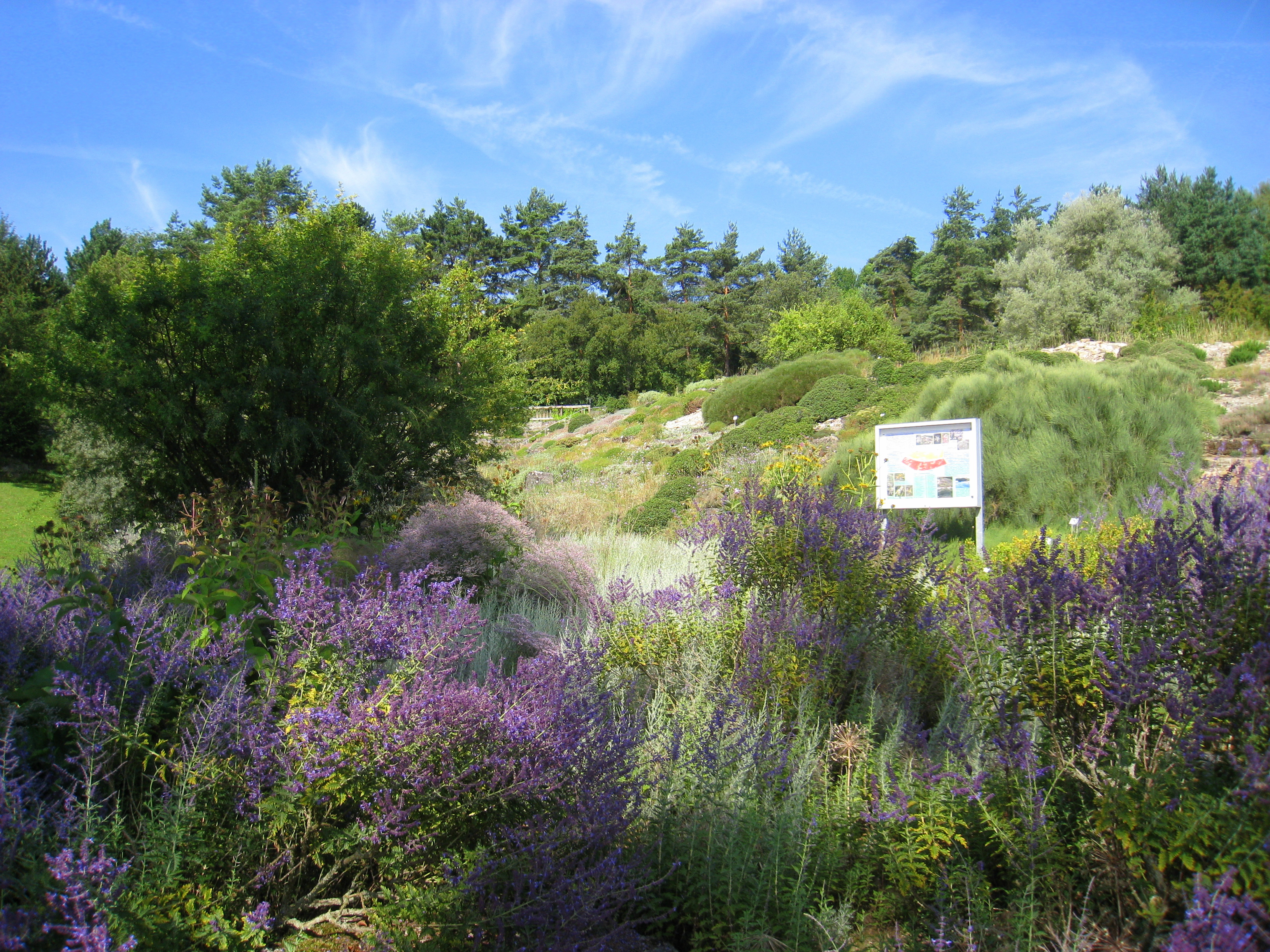
大学植物园
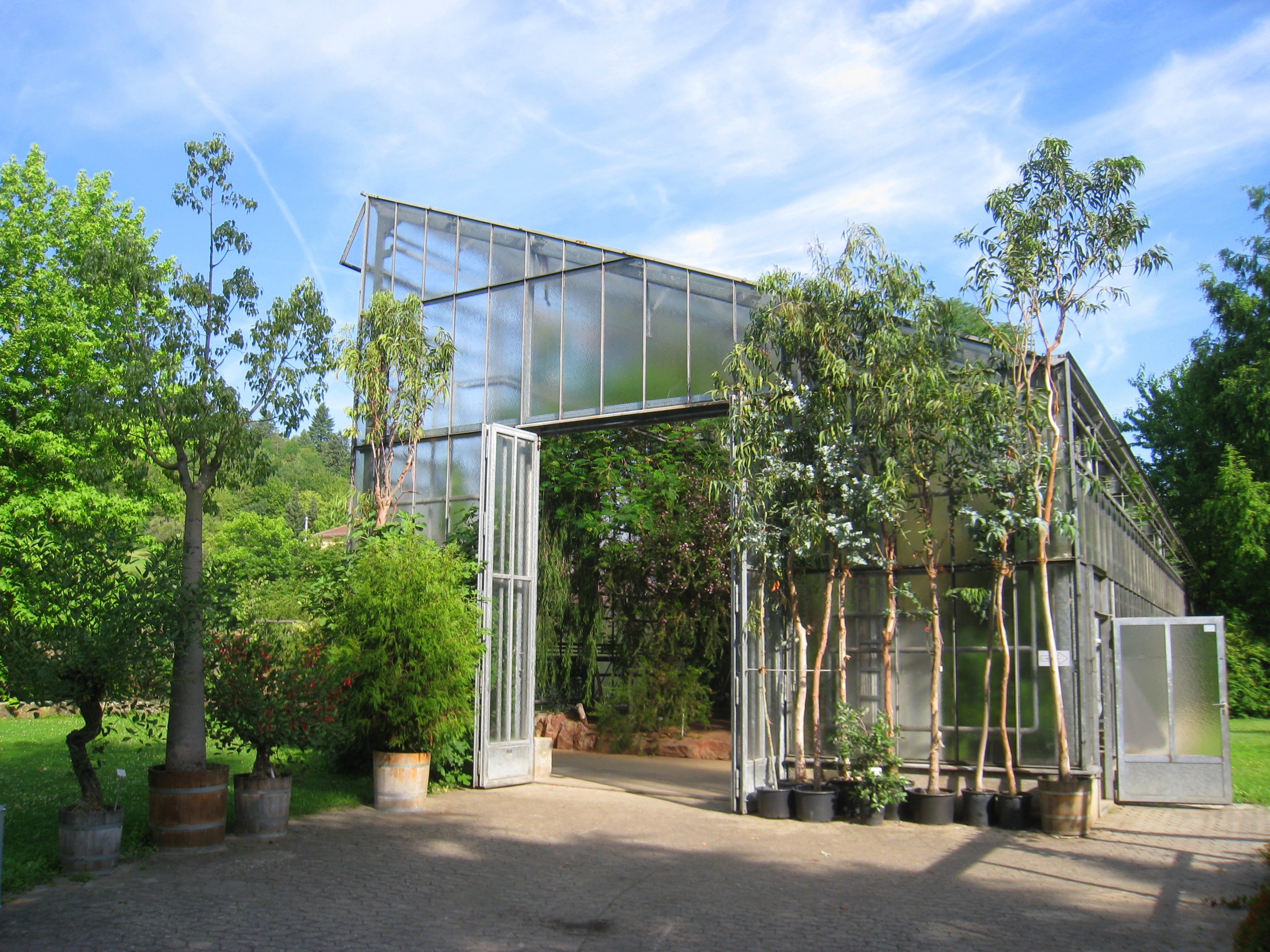
大学植物园